# Apanteles benkevitshi
Apanteles benkevitshi är en stekelart som beskrevs av Kotenko 1986. Apanteles benkevitshi ingår i släktet Apanteles och familjen bracksteklar. Inga underarter finns listade i Catalogue of Life.